# World of Warcraft: Cataclysm
World of Warcraft: Cataclysm – trzeci dodatek do gry World of Warcraft. Dodatek został oficjalnie ogłoszony podczas konferencji BlizzCon 2009, 21 sierpnia 2009. Premiera odbyła się 7 grudnia 2010. W ciągu 24 godzin od wydania sprzedano 3,3 mln egzemplarzy, poprzedni rekord należał do poprzedniego dodatku (Wrath of the Lich King), zaś w ciągu miesiąca sprzedano 4,7 mln egzemplarzy, co stanowiło nowy rekord miesięcznej sprzedaży gier na komputer osobisty.

## Świat gry
Wraz z wydaniem Cataclysm zwiększony został maksymalny poziom doświadczenia z 80 do 85. Istniejące w grze dwa główne kontynenty: Kalimdor i Eastern Kingdoms zostały przeprojektowane ze zmienionym wyglądem oraz całkiem nowymi obszarami. Dodanych zostało prawie 3500 nowych questów oraz usprawniono istniejące dostosowując je do nowego świata w Azeroth. Pojawiło się 10 nowych instancji i 6 nowych raidów, a także nowa umiejętność - archeologia. Przeprojektowano system glifów do trzech rodzajów: prime, major, minor. Ponadto, glify są teraz przyswajane na stałe i wymagają odczynnika aby je usunąć z gniazda.
Do gry dodano dwie nowe grywalne rasy: worgeni dla Przymierza oraz gobliny dla Hordy. Ponadto, istniejące klasy zostały rozszerzone tak, że są dostępne dla większej liczby ras:

### Nowe kombinacje Przymierza
- Człowiek łowca
- Krasnolud szaman
- Krasnolud mag
- Krasnolud czarnoksiężnik
- Nocny elf mag
- Gnom kapłan

### Nowe kombinacje Hordy
- Ork mag
- Nieumarły łowca
- Tauren paladyn
- Tauren kapłan
- Troll druid
- Troll czarnoksiężnik
- Krwawy elf wojownik

Dotychczasowy system talentów został przeprojektowany tak, że gracz otrzymuje swój pierwszy punkt talentu na poziomie 10, kolejny na 11, oraz następne po jednym co dwa poziomy, aż do poziomu 80. Na poziomach 81-85 gracz już otrzymuje po jednym punkcie na każdym poziomie, co w sumie daje 41 punktów talentów.
Dodatkowymi nowościami są latające wierzchowce z możliwością latania już po całym Azeroth, zaś na środku mapy pomiędzy kontynentami dodano wir wodny (ang. Maelstrom). Ulepszony został silnik renderowania wody oraz dodano wsparcie dla DirectX 11.